# Ramiro Saraiva Guerreiro
Ramiro Elísio Saravâ Guerreiro (Salvador, 2 de diciembre de 1918 — Río de Janeiro, 19 de enero de 2011), abogado y diplomático brasileño.
Fue ministro de Relaciones Exteriores de Brasil entre 1979 y 1985, durante el gobierno de João Baptista Figueiredo.